# Olympische Sommerspiele 1996/Teilnehmer (Gabun)
| Gelbes Symbol für Goldmedaillen mit stilisierten Olympischen Ringen | Graues Symbol für Silbermedaillen mit stilisierten Olympischen Ringen | Braundes Symbol für Bronzemedaillen mit stilisierten Olympischen Ringen |
| ------------------------------------------------------------------- | --------------------------------------------------------------------- | ----------------------------------------------------------------------- |
| —                                                                   | —                                                                     | —                                                                       |

Gabun nahm bei den Olympischen Sommerspielen 1996 in der US-amerikanischen Metropole Atlanta mit sieben Sportlern, einer Frau und sechs Männern, in sechs Wettbewerben in drei Sportarten teil.
Seit 1972 war es die fünfte Teilnahme Gabuns bei Olympischen Sommerspielen.

## Teilnehmer
Jüngster Teilnehmer Gabuns war der Leichtathlet Eric Ebang Zué mit 25 Jahren und 79 Tagen, der älteste war der Boxer Julio Mboumba mit 30 Jahren und 201 Tagen.
| Name                   | Alter | Geschlecht | Sportart       | Resultat(e)                                                                                     |
| ---------------------- | ----- | ---------- | -------------- | ----------------------------------------------------------------------------------------------- |
| Guy-Elie Boulingui     | 28    | männlich   | Boxen          | Platz 17 im Fliegengewicht                                                                      |
| Antoine Boussombo      | 28    | männlich   | Leichtathletik | Platz 6 im vierten Vorlauf über 200 Meter; Platz 5 im vierten Vorlauf mit der 100-Meter-Staffel |
| Eric Ebang Zué         | 25    | männlich   | Leichtathletik | Platz 5 im vierten Vorlauf mit der 100-Meter-Staffel                                            |
| Mélanie Engoang Nguema | 27    | weiblich   | Judo           | Platz 9 im Mittelgewicht                                                                        |
| Julio Mboumba          | 30    | männlich   | Boxen          | Platz 17 im Leichtgewicht                                                                       |
| Patrick Mocci-Raoumbé  | 26    | männlich   | Leichtathletik | Platz 7 im ersten Vorlauf über 100 Meter; Platz 5 im vierten Vorlauf mit der 100-Meter-Staffel  |
| Charles Tayot          | 25    | männlich   | Leichtathletik | Platz 5 im vierten Vorlauf mit der 100-Meter-Staffel                                            |